# Marvel Fresh
Marvel Fresh (ang. Fresh Start) – marka komiksów amerykańskiego wydawnictwa Marvel Comics, założona jako kontynuacja po Marvel Now! 2.0 i Marvel Legacy, publikowana od maja 2018. Podobnie jak poprzednie marki oznakowane nią serie o superbohaterach ze świata Marvela otrzymały nową numerację (od numeru 1), choć najczęściej ich fabuła była kontynuacją wcześniejszych odcinków.
W Polsce wybrane komiksy oznakowane marką Marvel Fresh ukazują się nakładem wydawnictwa Egmont Polska od maja 2021 roku w formie tomów zbiorczych, gromadzących po kilka zeszytów oryginalnych serii.

## Lista komiksówMarvel Freshwydanych w Polsce przez Egmont Polska
| L.p. | Tytuł polski                                                        | Tytuł oryginału                                                                           | Zawartość | Data polskiego wydania |
| ---- | ------------------------------------------------------------------- | ----------------------------------------------------------------------------------------- | --- | ---------------------- |
| 1    | Wojny nieskończoności. Odliczanie                                   | Infinity Countdown                                                                        | Zeszyty Infinity Countdown: Adam Warlock #1 (kwiecień 2018), Infinity Countdown Prime #1 (kwiecień 2018) oraz Infinity Countdown #1-5 (maj-wrzesień 2018) | 19.05.2021             |
| 2    | Wojny nieskończoności                                               | Infinity Wars                                                                             | Zeszyty Infinity Wars Prime #1 (wrzesień 2018), Infinity Wars #1-6 (październik 2018-luty 2019), Infinity Wars: Fallen Guardian #1 (luty 2019), Infinity Wars: Infinity #1 (marzec 2019) oraz Thanos Legacy #1 (listopad 2018) | 19.05.2021             |
| 3    | Avengers. Tom 1: Ostatnia fala                                      | Avengers by Jason Aaron, Vol. 1: The Final Host                                           | Zeszyty Avengers (vol. 8) #1-6 (lipiec-październik 2018) oraz pojedyncza historia z Free Comic Book Day 2018: Avengers/Captain America (maj 2018) | 16.06.2021             |
| 4    | Amazing Spider-Man. Tom 1: Powrót do korzeni                        | The Amazing Spider-Man by Nick Spencer, Vol. 1: Back to Basics                            | Zeszyty The Amazing Spider-Man (vol. 5) #1-5 (wrzesień-listopad 2018) | 16.06.2021             |
| 5    | Venom. Tom 1                                                        | Venom by Donny Cates, Vol. 1: Rex                                                         | Zeszyty Venom (vol. 4) #1-12 (lipiec 2018-maj 2019) | 16.06.2021             |
| 5    | Venom. Tom 1                                                        | Venom by Donny Cates, Vol. 2: The Abyss                                                   | Zeszyty Venom (vol. 4) #1-12 (lipiec 2018-maj 2019) | 16.06.2021             |
| 6    | Powrót Wolverine’a                                                  | Return of Wolverine                                                                       | Zeszyty Return of Wolverine #1-5 (listopad 2018-kwiecień 2019) | 28.07.2021             |
| 7    | Deadpool. Tom 1: Najemnika śmierć nie tyka                          | Deadpool by Skottie Young, Vol. 1: Mercin’ Hard for the Money                             | Zeszyty Deadpool (vol. 7) #1-6 (sierpień 2018-styczeń 2019) | 28.07.2021             |
| 8    | X-Men: Czerwoni                                                     | X-Men: Red                                                                                | Zeszyty X-Men: Red (kwiecień 2018-luty 2019) #1-11 oraz X-Men: Red Annual #1 (lipiec 2018) | 28.07.2021             |
| 9    | Doktor Strange. Tom 1                                               | Doctor Strange by Mark Waid, Vol. 1: Across The Universe                                  | Zeszyty Doctor Strange (vol. 5) #1-11 (sierpień 2018-kwiecień 2019) | 25.08.2021             |
| 9    | Doktor Strange. Tom 1                                               | Doctor Strange by Mark Waid, Vol. 2: Across The Universe                                  | Zeszyty Doctor Strange (vol. 5) #1-11 (sierpień 2018-kwiecień 2019) | 25.08.2021             |
| 10   | X-terminacja                                                        | eXtermination                                                                             | Zeszyty eXtermination #1-5 (październik 2018-luty 2019) | 25.08.2021             |
| 11   | Avengers. Tom 2: Dookoła świata                                     | Avengers by Jason Aaron, Vol. 2: World Tour                                               | Zeszyty Avengers (vol. 8) #7-12 (listopad 2018-marzec 2019) | 29.09.2021             |
| 12   | Nieśmiertelny Hulk. Tom 1                                           | Immortal Hulk, Vol. 1: Or is he Both?                                                     | Zeszyty Immortal Hulk #1-10 (sierpień 2018-grudzień 2018) oraz Avengers(vol. 1) #684 (maj 2018) | 29.09.2021             |
| 12   | Nieśmiertelny Hulk. Tom 1                                           | Immortal Hulk, Vol. 2: The Green Door                                                     | Zeszyty Immortal Hulk #1-10 (sierpień 2018-grudzień 2018) oraz Avengers(vol. 1) #684 (maj 2018) | 29.09.2021             |
| 13   | Thor. Tom 1: Thor odrodzony                                         | Thor, Vol. 1: God Of Thunder Reborn                                                       | Zeszyty Thor (vol. 5) #1-6 (sierpień-grudzień 2018) | 29.09.2021             |
| 14   | Amazing Spider-Man. Tom 2: Przyjaciele i wrogowie                   | The Amazing Spider-Man by Nick Spencer, Vol. 2: Friends and Foes                          | Zeszyty The Amazing Spider-Man(vol. 5) #6-10 (listopad 2018-styczeń 2019) | 27.10.2021             |
| 15   | Spidergedon                                                         | Spider-Geddon                                                                             | Zeszyty Edge of Spider-Geddon #1-4 (październik-listopad 2018), Superior Octopus #1 (grudzień 2018), Spider-Geddon #0-5 (listopad 2018-luty 2019) oraz Vault of Spiders #1-2 (grudzień 2018-styczeń 2019) | 24.11.2021             |
| 16   | Deadpool. Tom 2: Dobranoc                                           | Deadpool by Skottie Young, Vol. 2: Good Night                                             | Zeszyty Deadpool (vol.7) #7-12 (luty-lipiec 2019) | 08.12.2021             |
| 17   | Uncanny X-Men. Tom 1: Upadek X-Men                                  | Uncanny X-Men: X-Men Disassembled                                                         | Zeszyty Uncanny X-Men (vol. 5) #1-10 (styczeń-marzec 2019) | 08.12.2021             |
| 18   | Strażnicy Galaktyki. Tom 1: Ostatnie wyzwanie                       | Guardians of the Galaxy by Donny Cates, Vol. 1: The Final Gauntlet                        | Zeszyty Guardians of the Galaxy (vol. 5) #1-6 (marzec-sierpień 2019) | 08.12.2021             |
| 19   | Avengers: Bez drogi do domu                                         | Avengers: No Road Home                                                                    | Zeszyty Avengers: No Road Home #1-10 (kwiecień-czerwiec 2019) | 19.01.2022             |
| 20   | Avengers. Tom 3: Wojna wampirów                                     | Avengers by Jason Aaron, Vol. 3: War of the Vampires                                      | Zeszyty Avengers (vol. 8) #13-17 (kwiecień-maj 2019) | 19.01.2022             |
| 21   | Amazing Spider-Man. Tom 3: Życiowe osiągnięcie                      | The Amazing Spider-Man by Nick Spencer, Vol. 3: Lifetime Achievement                      | Zeszyty The Amazing Spider-Man (vol. 5) #11-15 (luty-kwiecień 2019) | 23.02.2022             |
| 22   | Tony Stark: Iron Man. Tom 1                                         | Tony Stark: Iron Man, Vol. 1: Self-Made Man                                               | Zeszyty Tony Stark: Iron Man #1-11 (sierpień 2018-maj 2019) | 23.02.2022             |
| 22   | Tony Stark: Iron Man. Tom 1                                         | Tony Stark: Iron Man, Vol. 2: Stark Realities                                             | Zeszyty Tony Stark: Iron Man #1-11 (sierpień 2018-maj 2019) | 23.02.2022             |
| 23   | Doktor Strange. Tom 2                                               | Doctor Strange by Mark Waid, Vol. 3: Herald                                               | Zeszyty Doctor Strange (vol. 5) #12-20 (maj 2019-grudzień 2019) oraz Doctor Strange Annual (vol. 3) #1 (grudzień 2019) | 09.03.2022             |
| 23   | Doktor Strange. Tom 2                                               | Doctor Strange by Mark Waid, Vol. 4: The Choice                                           | Zeszyty Doctor Strange (vol. 5) #12-20 (maj 2019-grudzień 2019) oraz Doctor Strange Annual (vol. 3) #1 (grudzień 2019) | 09.03.2022             |
| 24   | Amazing Spider-Man. Tom 4: Ścigany                                  | The Amazing Spider-Man by Nick Spencer, Vol. 4: Hunted                                    | Zeszyty The Amazing Spider-Man (vol. 5) #16-23, #16.HU, #18.HU-20.HU (kwiecień 2019-sierpień 2019) | 27.04.2022             |
| 25   | Silver Surfer. Czarny                                               | Silver Surfer: Black                                                                      | Zeszyty Silver Surfer: Black #1-5 (sierpień 2019-grudzień 2019) | 27.04.2022             |
| 26   | Thor. Tom 2: Preludium wojny światów                                | Thor, Vol. 2: Road to War Of The Realms                                                   | Zeszyty Thor (vol. 5) #7-11 (styczeń 2019-maj 2019) | 27.04.2022             |
| 27   | Avengers. Tom 4: Wojna światów                                      | Avengers by Jason Aaron, Vol. 4: War of the Realm                                         | Zeszyty Free Comic Book Day 2019: Avengers/Savage Avengers (maj 2019) oraz Avengers (vol. 8) #18-21 (czerwiec-listopad 2019) | 01.06.2022             |
| 28   | Wojna Światów                                                       | War of the Realms                                                                         | Zeszyty War of the Realms #1-6 (czerwiec-sierpień 2019) | 01.06.2022             |
| 29   | Uncanny X-Men. Tom 2: Cyclops i Wolverine                           | Uncanny X-Men: Wolverine and Cyclops, Vol. 1                                              | Zeszyty Uncanny X-Men (vol. 5) #11-22 (kwiecień-wrzesień 2019) oraz War of the Realms: Uncanny X-Men #1-3 (kwiecień-sierpień 2019) | 29.06.2022             |
| 29   | Uncanny X-Men. Tom 2: Cyclops i Wolverine                           | Uncanny X-Men: Wolverine and Cyclops, Vol. 2                                              | Zeszyty Uncanny X-Men (vol. 5) #11-22 (kwiecień-wrzesień 2019) oraz War of the Realms: Uncanny X-Men #1-3 (kwiecień-sierpień 2019) | 29.06.2022             |
| 29   | Uncanny X-Men. Tom 2: Cyclops i Wolverine                           | War of the Realms: Uncanny X-Men                                                          | Zeszyty Uncanny X-Men (vol. 5) #11-22 (kwiecień-wrzesień 2019) oraz War of the Realms: Uncanny X-Men #1-3 (kwiecień-sierpień 2019) | 29.06.2022             |
| 30   | Deadpool. Tom 3: Weasel idzie do Piekła                             | Deadpool by Skottie Young, Vol. 3: Weasel Goes to Hell                                    | Zeszyty Deadpool (vol. 7) #13-15 (sierpień-wrzesień 2019) oraz Deadpool Annual (vol. 5) #1 (październik 2019) | 27.07.2022             |
| 31   | Venom. Tom 2                                                        | Venom: War of the Realms                                                                  | Zeszyty Venom (vol. 4) #13-16 (czerwiec-wrzesień 2019), Web of Venom: Ve’nam #1 (październik 2018), Web of Venom: Cult of Carnage #1 (czerwiec 2019), Web of Venom: Carnage Born #1 (styczeń 2019), Web of Venom: Venom Unleashed #1 (marzec 2019) oraz Web of Venom: Funeral Pyre #1 (wrzesień 2019)                                                                             | 27.07.2022             |
| 31   | Venom. Tom 2                                                        | Venom Unleashed, Vol. 1                                                                   | Zeszyty Venom (vol. 4) #13-16 (czerwiec-wrzesień 2019), Web of Venom: Ve’nam #1 (październik 2018), Web of Venom: Cult of Carnage #1 (czerwiec 2019), Web of Venom: Carnage Born #1 (styczeń 2019), Web of Venom: Venom Unleashed #1 (marzec 2019) oraz Web of Venom: Funeral Pyre #1 (wrzesień 2019)                                                                             | 27.07.2022             |
| 32   | Thor. Tom 3: Kres wojny                                             | Thor, Vol. 3: War's End                                                                   | Zeszyty Thor (vol. 5) #12–16 (czerwiec-październik 2019) | 24.08.2022             |
| 33   | Król Thor                                                           | King Thor                                                                                 | Zeszyty King Thor #1-4 (listopad 2019-luty 2020) | 24.08.2022             |
| 34   | Tony Stark: Iron Man. Tom 2                                         | Tony Stark: Iron Man, Vol. 2                                                              | Zeszyty Tony Stark: Iron Man #12-19 (sierpień 2019-luty 2020) | 24.08.2022             |
| 35   | Amazing Spider-Man. Za kulisami. Tom 5                              | The Amazing Spider Man by Nick Spencer, Vol. 5: Behind the Scenes                         | Zeszyty The Amazing Spider-Man (vol. 5) #24–28 (sierpień-październik 2019) | 07.09.2022             |
| 36   | Ród X/Potęgi X                                                      | House of X/Powers of X                                                                    | Zeszyty House of X #1–6 (wrzesień-grudzień 2019) oraz Powers of X #1–6 (wrzesień-grudzień 2019) | 28.09.2022             |
| 37   | Savage Avengers. Tom 1                                              | Savage Avengers, Vol. 1: City of Sickles                                                  | Zeszyty Savage Avengers #1–10 (lipiec 2019-kwiecień 2020) oraz Savage Avengers Annual #1 (grudzień 2019) | 26.10.2022             |
| 37   | Savage Avengers. Tom 1                                              | Savage Avengers, Vol. 2: To Dine With Doom                                                | Zeszyty Savage Avengers #1–10 (lipiec 2019-kwiecień 2020) oraz Savage Avengers Annual #1 (grudzień 2019) | 26.10.2022             |
| 38   | Strażnicy Galaktyki. Tom 2: Bez wiary                               | Guardians of the Galaxy by Donny Cates, Vol. 2: Faithless                                 | Zeszyty Guardians of the Galaxy (vol. 5) #7–12 (wrzesień 2019-luty 2020) oraz Guardians of the Galaxy Annual (vol. 3) #1 (sierpień 2019) | 26.10.2022             |
| 39   | Nieśmiertelny Hulk. Tom 2                                           | Immortal Hulk, Vol. 3: Hulk in Hell                                                       | Zeszyty Immortal Hulk #11–20 (marzec-wrzesień 2019) | 23.11.2022             |
| 39   | Nieśmiertelny Hulk. Tom 2                                           | Immortal Hulk, Vol. 4: Abomination                                                        | Zeszyty Immortal Hulk #11–20 (marzec-wrzesień 2019) | 23.11.2022             |
| 40   | Avengers. Tom 5: Wyścig upiornych jeźdźców                          | Avengers by Jason Aaron, Vol. 5: Challenge of the Ghost Riders                            | Zeszyty Avengers (vol. 8) #22–25 (wrzesień-grudzień 2019) oraz All-New Ghost Rider #1 (maj 2014) | 23.11.2022             |
| 41   | Venom. Tom 3                                                        | Venom by Donny Cates, Vol 3: Absolute Carnage                                             | Zeszyty Venom (vol. 4) #17–20 (październik2019-styczeń 2020), Absolute Carnage #1-5 (październik2019-styczeń 2020), Absolute Carnage: Immortal Hulk #1 (grudzień 2019) oraz Free Comic Book Day 2019: Spider-Man/Venom #1 (lipiec 2019) | 28.11.2022             |
| 41   | Venom. Tom 3                                                        | Absolute Carnage                                                                          | Zeszyty Venom (vol. 4) #17–20 (październik2019-styczeń 2020), Absolute Carnage #1-5 (październik2019-styczeń 2020), Absolute Carnage: Immortal Hulk #1 (grudzień 2019) oraz Free Comic Book Day 2019: Spider-Man/Venom #1 (lipiec 2019) | 28.11.2022             |
| 42   | Amazing Spider-Man. Tom 6: Rzeź absolutna                           | The Amazing Spider-Man by Nick Spencer, Vol. 6: Absolute Carnage                          | Zeszyty The Amazing Spider-Man (vol. 5) #29–31 (listopad-grudzień 2019) i Red Goblin: Red Death #1 (grudzień 2019) | 28.11.2022             |
| 43   | Avengers. Tom 6: Powrót Gwiezdnego Piętna                           | Avengers by Jason Aaron, Vol. 6: Star Brand Reborn                                        | Zeszyty Avengers (vol. 8) #26–30 (styczeń-marzec 2020) | 25.01.2023             |
| 44   | Amazing Spider-Man. Tom 7: 2099                                     | The Amazing Spider-Man by Nick Spencer, Vol. 7: 2099                                      | Zeszyty The Amazing Spider-Man (vol. 5) #32–36 (grudzień 2019-luty 2020) | 22.02.2023             |
| 45   | Świt X: X-Men. Tom 1                                                | -                                                                                         | Zeszyty X-Men (vol. 5) #1-7 (grudzień 2019-kwiecień 2020) oraz Giant-Size X-Men: Jean Grey & Emma Frost #1 (kwiecień 2020) | 22.03.2023             |
| 46   | Świt X: New Mutants                                                 | New Mutants by Jonathan Hickman, Vol. 1                                                   | Zeszyty New Mutants (vol. 4) #1-2 (styczeń 2020), #5 (marzec 2020) i #7 (kwiecień 2020) | 22.03.2023             |
| 47   | Nieśmiertelny Hulk. Tom 3                                           | Immortal Hulk, Vol. 5: Breaker of Worlds                                                  | Zeszyty Immortal Hulk #21–30 (wrzesień 2019-marzec 2020) | 26.04.2023             |
| 47   | Nieśmiertelny Hulk. Tom 3                                           | Immortal Hulk, Vol. 6: We Believe In Bruce Banner                                         | Zeszyty Immortal Hulk #21–30 (wrzesień 2019-marzec 2020) | 26.04.2023             |
| 48   | Strażnicy Galaktyki. Tom 1: Czyli zostaliśmy my                     | Guardians of the Galaxy by Al Ewing, Vol. 1: Then It's Us                                 | Zeszyty Guardians of the Galaxy (vol. 6) #1-5 (marzec-październik 2020) | 26.04.2023             |
| 49   | Avengers. Tom 7: Era Khonshu                                        | Avengers by Jason Aaron, Vol. 7: The Age of Khonshu                                       | Zeszyty Avengers (vol. 8) #31–38 (kwiecień 2020-styczeń 2021) | 31.05.2023             |
| 50   | Amazing Spider-Man. Tom 8: Dranie i łajdacy                         | The Amazing Spider-Man by Nick Spencer, Vol. 8: Threats & Menaces                         | Zeszyty The Amazing Spider-Man (vol. 5) #37–43 (marzec-lipiec 2020) | 31.05.2023             |
| 51   | Empireum                                                            | Road to Empyre                                                                            | Zeszyty Incoming! #1 (luty 2020), Road to Empyre: The Kree/Skrull War #1 (maj 2020), Empyre: Avengers #0 (sierpień 2020), Empyre: Fantastic Four #0 (wrzesień 2020), Empyre #1–6 (wrzesień-listopad 2020), Empyre Aftermath: Avengers #1 (listopad 2020) oraz Empyre Fallout: Fantastic Four #1 (listopad 2020)                                                                   | 28.06.2023             |
| 51   | Empireum                                                            | Avengers & Fantastic Four: Empyre                                                         | Zeszyty Incoming! #1 (luty 2020), Road to Empyre: The Kree/Skrull War #1 (maj 2020), Empyre: Avengers #0 (sierpień 2020), Empyre: Fantastic Four #0 (wrzesień 2020), Empyre #1–6 (wrzesień-listopad 2020), Empyre Aftermath: Avengers #1 (listopad 2020) oraz Empyre Fallout: Fantastic Four #1 (listopad 2020)                                                                   | 28.06.2023             |
| 52   | Empireum: X-Men                                                     | Empyre: X-Men                                                                             | Zeszyty Empyre: X-Men #1–4 (wrzesień-październik 2020) | 26.07.2023             |
| 53   | Amazing Spider-Man. Tom 9: Dawne grzechy                            | The Amazing Spider-Man by Nick Spencer, Vol. 9: Sins Rising                               | Zeszyty The Amazing Spider-Man (vol. 5) #44–47 (wrzesień-październik 2020) oraz The Amazing Spider-Man: Sins Rising Prelude #1 (wrzesień 2020) | 23.08.2023             |
| 54   | Świt X: X-Men. Tom 2                                                | -                                                                                         | Zeszyty X-Men (vol. 5) #8–11 (maj-październik 2020), Giant-Size X-Men: Nightcrawler #1 (maj 2020), Giant-Size X-Men: Magneto #1 (wrzesień 2020), Giant-Size X-Men: Fantomex #1 (październik 2020) oraz Giant-Size X-Men: Storm #1 (listopad 2020) | 23.08.2023             |
| 55   | Venom. Tom 4                                                        | Venom, Vol. 4: Venom Island                                                               | Zeszyty Venom (vol. 4) #21-30 (luty 2020-styczeń 2021), Web of Venom: Wraith #1 (listopad 2020), Web of Venom: The Good Son #1 (marzec 2020), Web of Venom: Empyre’s End #1 (styczeń 2021) oraz Free Comic Book Day 2020: Spider-Man/Venom #1 (wrzesień 2020) | 27.09.2023             |
| 55   | Venom. Tom 4                                                        | Venom, Vol. 5: Venom Beyond                                                               | Zeszyty Venom (vol. 4) #21-30 (luty 2020-styczeń 2021), Web of Venom: Wraith #1 (listopad 2020), Web of Venom: The Good Son #1 (marzec 2020), Web of Venom: Empyre’s End #1 (styczeń 2021) oraz Free Comic Book Day 2020: Spider-Man/Venom #1 (wrzesień 2020) | 27.09.2023             |
| 56   | Thor. Tom 1                                                         | Thor by Donny Cates, Vol. 1: The Devourer King                                            | Zeszyty Thor (vol. 6) #1-14 (marzec 2020-czerwiec 2021) | 27.09.2023             |
| 56   | Thor. Tom 1                                                         | Thor by Donny Cates, Vol. 2: Prey                                                         | Zeszyty Thor (vol. 6) #1-14 (marzec 2020-czerwiec 2021) | 27.09.2023             |
| 57   | Król w czerni                                                       | King in Black                                                                             | Zeszyty King in Black #1-5 (luty-maj 2021) oraz Venom (vol. 4) #31-35 (luty-lipiec 2021) | 25.10.2023             |
| 57   | Król w czerni                                                       | Venom by Donny Cates, Vol. 6: King in Black                                               | Zeszyty King in Black #1-5 (luty-maj 2021) oraz Venom (vol. 4) #31-35 (luty-lipiec 2021) | 25.10.2023             |
| 58   | Świt X: Marauders                                                   | Marauders, Vol. 1                                                                         | Zeszyty Marauders #1-12 (grudzień 2019-listopad 2020) oraz King in Black: Marauders #1 (kwiecień 2021) | 25.10.2023             |
| 58   | Świt X: Marauders                                                   | Marauders, Vol. 2                                                                         | Zeszyty Marauders #1-12 (grudzień 2019-listopad 2020) oraz King in Black: Marauders #1 (kwiecień 2021) | 25.10.2023             |
| 59   | Savage Avengers. Tom 2                                              | Savage Avengers, Vol. 3: Enter The Dragon                                                 | Zeszyty Savage Avagers #11-19 (marzec 2020-marzec 2021) oraz Empyre: Savage Avengers #1 (lipiec 2020) | 08.11.2023             |
| 59   | Savage Avengers. Tom 2                                              | Savage Avengers, Vol. 4: King In Black                                                    | Zeszyty Savage Avagers #11-19 (marzec 2020-marzec 2021) oraz Empyre: Savage Avengers #1 (lipiec 2020) | 08.11.2023             |
| 60   | Nieśmiertelny Hulk. Tom 4                                           | Immortal Hulk, Vol. 7: Hulk is Hulk                                                       | Zeszyty Immortal Hulk #31-40 (luty 2020-listopad 2020) oraz King in Black: Immortal Hulk #1 (grudzień 2020) | 06.12.2023             |
| 60   | Nieśmiertelny Hulk. Tom 4                                           | Immortal Hulk, Vol. 8: The Keeper of the Door                                             | Zeszyty Immortal Hulk #31-40 (luty 2020-listopad 2020) oraz King in Black: Immortal Hulk #1 (grudzień 2020) | 06.12.2023             |
| 61   | Strażnicy Galaktyki. Tom 2: Nie cofniemy się o krok                 | Guardians of the Galaxy by Al Ewing, Vol. 2: Here we Make our Stand                       | Zeszyty Guardians of the Galaxy (vol. 6) #6-12 (listopad 2020-maj 2021) | 06.12.2023             |
| 62   | Świt X: Wolverine                                                   | Wolverine by Benjamin Percy, Vol. 1                                                       | Zeszyty Wolverine (vol. 7) #1-5 (kwiecień-listopad 2020) | 31.01.2024             |
| 63   | Król Deadpool                                                       | King Deadpool                                                                             | Zeszyty Deadpool (vol. 8) #1-10 (styczeń 2020-marzec 2021) | 28.02.2024             |
| 64   | Nieśmiertelny Hulk. Tom 5                                           | Immortal Hulk, Vol. 9: The Weakest One There Is                                           | Zeszyty Immortal Hulk #41-50 (luty 2021-grudzień 2021) | 28.02.2024             |
| 64   | Nieśmiertelny Hulk. Tom 5                                           | Immortal Hulk, Vol. 10: Of Hell and Death                                                 | Zeszyty Immortal Hulk #41-50 (luty 2021-grudzień 2021) | 28.02.2024             |
| 65   | Amazing Spider-Man. Tom 10: Zielony Goblin powraca                  | The Amazing Spider-Man by Nick Spencer, Vol. 10: Green Goblin Returns                     | Zeszyty The Amazing Spider-Man (vol. 5) #48-49 (listopad 2020), The Amazing Spider-Man: The Sins of Norman Osborn #1 (listopad 2020) oraz Free Comic Book Day: Spider-Man/Venom (wrzesień 2020) | 06.03.2024             |
| 66   | Avengers. Tom 8: Wejście feniksa                                    | Avengers by Jason Aaron, Vol. 8: Enter the Phoenix                                        | Zeszyty Avengers (vol. 8) #39-45 (luty-czerwiec 2021) | 06.03.2024             |
| 67   | Wasp. Małe Światy                                                   | Wasp: Small Worlds                                                                        | Zeszyty Wasp (vol.1) #1-4 (styczeń - kwiecień 2023) oraz Tales to Astonish (1959) #44 (marzec 1963) | 10.04.2024             |
| 68   | Amazing Spider-Man. Tom 11: Szczątki                                | The Amazing Spider-Man by Nick Spencer, Vol. 11: Last Remains                             | Zeszyty The Amazing Spider-Man (vol.5) #50-55 (październik-grudzień 2020) oraz Amazing Spider-Man (vol.5) #50.LR-54.LR (październik-grudzień 2020) | 29.05.2024             |
| 68   | Amazing Spider-Man. Tom 11: Szczątki                                | Amazing Spider-Man: Last Remains Companion                                                | Zeszyty The Amazing Spider-Man (vol.5) #50-55 (październik-grudzień 2020) oraz Amazing Spider-Man (vol.5) #50.LR-54.LR (październik-grudzień 2020) | 29.05.2024             |
| 69   | X mieczy. Tom 1                                                     | X of Swords                                                                               | Zeszyty X of Swords: Creation #1 (wrzesień 2020), X-Men #12-13 (vol.5) (wrzesień-październik 2020), Excalibur #13 (październik 2020), Marauders #13 (październik 2020), X-Force #13 (październik 2020), New Mutants #13 (październik 2020), Wolverine #6 (vol.7) (październik 2020), Cable #5 (październik 2020), Hellions #5 (październik 2020) oraz X-Factor #4 (wrzesień 2020) | 19.06.2024             |
| 70   | X mieczy. Tom 2                                                     | X of Swords                                                                               | Zeszyty X of Swords: Stasis #1 (październik 2020), X of Swords: Destruction #1 (listopad 2020), X-Men #14-15 (vol.5)(listopad 2020), Excalibur #14-15 (listopad 2020), Marauders #14-15 (listopad 2020), X-Force #14 (listopad 2020), Wolverine #7 (vol.7) (listopad 2020), Cable #6 (listopad 2020) oraz Hellions #6 (listopad 2020)                                             | 19.06.2024             |
| 71   | Savage Avengers. Tom 3                                              | Savage Avengers, Vol. 5: The Defilement Of All Things By The Cannibal-Sorcerer Kulan Gath | Zeszyty Savage Avengers #23-28 (sierpień 2021-styczeń 2022) | 19.06.2024             |
| 72   | Heroes Reborn. Odrodzenie bohaterów. Najpotężniejsi obrońcy Ameryki | Heroes Reborn: America's Mightiest Heroes                                                 | Zeszyty Heroes Reborn (vol.2) #1-7 (maj-czerwiec 2021) oraz Heroes Return #1 (czerwiec 2021) | 17.07.2024             |
| 73   | Avengers. Tom 10: Wielka wojna She-Hulk                             | Avengers by Jason Aaron, Vol. 9: World War She-Hulk                                       | Zeszyty Avengers (vol.8) #46-50 (lipiec-grudzień 2021) | 31.07.2024             |
| 74   | Amazing Spider-Man. Tom 12: Porwana Sieć                            | Amazing Spider-Man by Nick Spencer, Vol. 12: Shattered Web                                | Zeszyty Amazing Spider-Man (vol.5) #56-60 (styczeń-luty 2021) | 14.08.2024             |
| 75   | Thor. Tom 2                                                         | Thor by Donny Cates, Vol. 3: Revelations                                                  | Zeszyty Thor (vol.6) #15-24 (lipiec 2021-kwiecień 2022) oraz Thor Annual #1 (lipiec 1965) | 28.08.2024             |
| 75   | Thor. Tom 2                                                         | Thor by Donny Cates, Vol. 4: God of Hammers                                               | Zeszyty Thor (vol.6) #15-24 (lipiec 2021-kwiecień 2022) oraz Thor Annual #1 (lipiec 1965) | 28.08.2024             |
| 76   | Rządy X: X-Men. Tom 1                                               | -                                                                                         | Zeszyty X-Men (vol.5) #16-20 (grudzień 2020-maj 2021) | 25.09.2024             |

## Lista komiksówMarvel Freshwydanych w Polsce przez Mucha Comics
| L.p. | Tytuł polski                       | Tytuł oryginału                      | Zawartość                                                                     | Data polskiego wydania |
| ---- | ---------------------------------- | ------------------------------------ | ----------------------------------------------------------------------------- | ---------------------- |
| 1    | Jessica Jones: Martwy punkt        | Jessica Jones: Blind Spot            | Zeszyty Jessica Jones: Blind Spot #1-6 (styczeń-marzec 2020)                  | 29.05.2020             |
| 2    | Jessica Jones: Fioletowa córka     | Jessica Jones: Purple Daughter       | Zeszyty Jessica Jones: Purple Daughter #1-5 (styczeń-marzec 2019)             | 24.09.2020             |
| 3    | Wolverine: Czerń, biel i krew      | Wolverine: Black, White & Blood      | Zeszyty Wolverine: Black, White & Blood #1-4 (listopad 2020-marzec 2021)      | 03.08.2021             |
| 4    | Carnage: Czerń, biel i krew        | Carnage: Black, White & Blood        | Zeszyty Carnage: Black, White & Blood #1-4 (marzec-lipiec 2021)               | 03.12.2021             |
| 5    | Deadpool: Czerń, biel i krew       | Deadpool: Black, White & Blood       | Zeszyty Deadpool: Black, White & Blood #1-4 (sierpień-listopad 2021)          | 10.05.2022             |
| 6    | Elektra: Czerń, biel i krew        | Elektra: Black, White & Blood        | Zeszyty Electra: Black, White & Blood #1-4 (marzec-lipiec 2022)               | 29.09.2022             |
| 7    | Moon Knight: Czerń, biel i krew    | Moon Knight: Black, White & Blood    | Zeszyty Moon Knight: Black, White & Blood #1-4 (lipiec-październik 2022)      | 06.04.2023             |
| 8    | Marvel Zombies: Czerń, biel i krew | Marvel Zombies: Black, White & Blood | Zeszyty Marvel Zombies: Black, White & Blood #1-4 (grudzień 2023-marzec 2024) | 05.09.2024             |